# Hatem Trabelsi
Hatem Trabelsi (en árabe: حاتم الطرابلسي, Hatem Trabelsi, nacido el 25 de enero de 1977 en Aryanah, Túnez) es un exfutbolista Tunecino que jugaba de defensa y centrocampista, en equipos como el CS Sfaxien, Ajax de Ámsterdam y el Manchester City. Hatem ha representado al equipo nacional de Túnez en tres Copas del Mundo, ganando un total de 61 partidos antes de retirarse del fútbol internacional en 2006.

## Carrera internacional
Trabelsi hizo su debut internacional en mayo de 1998, poco antes de la Copa del Mundo de 1998. También jugó en todos los partidos de Túnez en el Mundial de 2002 la FIFA y la FIFA 2006 Copas del Mundo, así como la 2004 Copa Africana de Naciones, que Túnez ganado. Tras la eliminación de Túnez de la Copa del Mundo 2006, después de una derrota por 1-0 ante Ucrania, Trabelsi anunció su retiro del fútbol internacional a la edad de 29 años, con 61 partidos y un gol.

## Trayectoria como entrenador
A pesar de que no ha descartado definitivamente la vuelta a la cancha, Trabelsi planea tomar cursos de entrenamiento durante la temporada 2009-2010.

## Clubes
| Club                 | País         | Año       |
| -------------------- | ------------ | --------- |
| Club Sportif Sfaxien | Túnez        | 1997-2001 |
| AFC Ajax             | Países Bajos | 2001-2006 |
| Manchester City FC   | Inglaterra   | 2006-2007 |